# Paradigm
Paradigm — игра в жанре point-and-click, созданная австралийским разработчиком с польскими корнями Джейкобом Джанеркой.

## Сюжет
В мире игры существует компания DUPA Genetics, которая занимается выращиванием генетически идеальных детей и продажей их богатым родителям. Одним из этих детей был главный герой, рост которого пошёл не по плану и привёл к появлению ужасных мутаций. Компания бросила его в постсоветском городе

## Разработка и выпуск
Для финансирования разработки была запущена компания на Kickstarter с целью собрать 14 000 австралийских долларов. Поставленная цель была перевыполнена в 2,5 раза. 4 августа 2016 года Paradigm стала одним из шести проектов, представленных на выставке PAX Aus Indie Showcase 2016. В марте 2017 года был опубликован трейлер игры, в котором была объявлена дата выхода — 5 апреля 2017 года.

## Награды и критика
Отзывы об игре в целом были положительными, и в настоящее время игра имеет средний балл 85 на Metacritic. Коста Андреадис из IGN поставил игре оценку 8,0 баллов из 10, высоко оценив озвучку и юмор.
Paradigm стала одним из лауреатов в категории «Австралийская игра года» на Melbourne International Games Week 2017.